# Giritli Ali Aziz Efendi

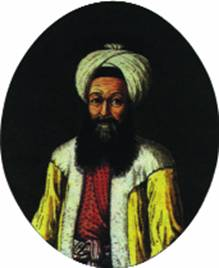
Giritli Ali Aziz Efendi

Giritli Ali Aziz Efendi (ur. ok. 1749 w Kandiye/Girit, zm. 29 października 1798 w Berlinie) – turecki dyplomata i pisarz.
Był dwukrotnie (1796 i 1797–98) ambasadorem tureckim w Berlinie. Pochowany został na dopiero co otwartym cmentarzu tureckim w stolicy Prus.
Giritli Ali Aziz Efendi jest znany jako pisarz, który czerpał zarówno z literackich konceptów Zachodu (literatury m.in. niemieckiej), jak i starszej literatury arabskiej. Opisywał nadzwyczajne zdarzenia, które przykuwały jego uwagę. Jego powieść Muhayyelât (Wyobrażenia) otworzyła drogę dla XIX-wiecznej literatury tureckiej. Były one napisane w bardzo lakonicznym stylu co mocno kontrastowało z literaturą turecką jego czasów.

## Wybrana twórczość
- Muhayyelât (Wyobrażenia), ss. 312, ISBN 975-6295-42-2
- Mühür (Pieczęć), ss. 155, ISBN 975-00854-1-8
- Alchemist's secret, ss. 160, ISBN 975-00854-4-2
- The princes of Egypt, ss. 140, ISBN 975-00854-3-4